# Mouton de choc
 (février 2024).
La mise en forme du texte ne suit pas les recommandations de Wikipédia : il faut le « wikifier ».
Les points d'amélioration suivants sont les cas les plus fréquents :
- Les titres sont pré-formatés par le logiciel. Ils ne sont ni en capitales, ni en gras.
- Le texte ne doit pas être écrit en capitales (les noms de famille non plus), ni en gras, ni en italique, ni en « petit »…
- Le gras n'est utilisé que pour surligner le titre de l'article dans l'introduction, une seule fois.
- L'italique est rarement utilisé : mots en langue étrangère, titres d'œuvres, noms de bateaux, etc.
- Les citations ne sont pas en italique mais en corps de texte normal. Elles sont entourées par des guillemets français : « et ».
- Les listes à puces sont à éviter, des paragraphes rédigés étant largement préférés. Les tableaux sont à réserver à la présentation de données structurées (résultats, etc.).
- Les appels de note de bas de page (petits chiffres en exposant, introduits par l'outil «  Source ») sont à placer entre la fin de phrase et le point final[comme ça].
- Les liens internes (vers d'autres articles de Wikipédia) sont à choisir avec parcimonie. Créez des liens vers des articles approfondissant le sujet. Les termes génériques sans rapport avec le sujet sont à éviter, ainsi que les répétitions de liens vers un même terme.
- Les liens externes sont à placer uniquement dans une section « Liens externes », à la fin de l'article. Ces liens sont à choisir avec parcimonie suivant les règles définies. Si un lien sert de source à l'article, son insertion dans le texte est à faire par les notes de bas de page.
- La présentation des références doit suivre les conventions bibliographiques. Il est recommandé d'utiliser les modèles {{Ouvrage}}, {{Chapitre}}, {{Article}}, {{Lien web}} et/ou {{Bibliographie}}. Le mode d'édition visuel peut mettre en forme automatiquement les références.
- Insérer une infobox (cadre d'informations à droite) n'est pas obligatoire pour parachever la mise en page.

Pour une aide détaillée, merci de consulter Aide:Wikification.
Si vous pensez que ces points ont été résolus, vous pouvez retirer ce bandeau et améliorer la mise en forme d'un autre article.
 (février 2024).
Le mouton de choc, ou test d’impact, est un élément clé pour tester la compatibilité avec l’oxygène liquide. Ce processus est crucial pour garantir la sécurité lors de l’utilisation de matériaux en contact avec l’oxygène liquide.
Ces essais sont notamment très utiles pour contrôler une production de matériaux à destination d'un usage sous ambiance d'oxygène liquide, par exemple pour des sièges de vannes[Quoi ?].

## Déroulement d'un essai
1. Préparation de l’échantillon : l’échantillon à tester est placé dans un godet en aluminium.
2. Remplissage : le godet est rempli avec de l’oxygène liquide, dont la température est de −183 °C[1].
3. Insertion du godet  : le récipient et l'échantillon à tester sont positionnés dans une chambre de réaction propre.
4. Impact : un poids  de 10 kg[2] est lâché verticalement à environ 1 m de hauteur  sur un poinçon en acier inoxydable, préalablement refroidi à l’oxygène liquide. Il transmet l’énergie à l’échantillon à tester[1].
5. Observation de la réaction : l’objectif est de vérifier s’il y a une réaction (étincelle, détonation, etc.) au moment de l’impact.
6. Nombre d'essai : le test d'impact est répété sur 20 échantillons[1]. Si une inflammation se produit lors des 20 premiers tirs, 20 tirs supplémentaires sont nécessaires.

## Classification de la compatibilité
Les matériaux ainsi testés peuvent être classés suivant 3 cas :
- compatible : aucune inflammation détectée lors des 20 tirs ;
- semi-compatible : une seule inflammation détectée lors des 40 tirs ;
- non compatible : la série d'échantillons s'est enflammée plus d'une fois lors de la procédure de test.

## Normes
Ce test est réalisé selon les normes EN 1797 ou ISO 21010, dérivées des normes ASTM D25-12 et ASTM G86. Il permet de visualiser si une réaction se produit lors de l’impact, ce qui est crucial pour évaluer la sécurité des matériaux en contact avec l’oxygène liquide.